# Mauro Ferri
Mauro Ferri, italijanski politik in odvetnik, * 15. marec 1920, Rim, † 29. september 2015.
Ferri je v svoji politični karieri bil: poslanec, evroposlanec, minister za industrijo in trgovino Italije (1972-73) in predsednik Ustavnega sodišča Italije (1995-96).